# Carduus transcaspicus
Carduus transcaspicus là một loài thực vật có hoa trong họ Cúc. Loài này được Gand. mô tả khoa học đầu tiên năm 1918.